# Biélorussie aux Jeux olympiques d'été de 2004
Cet article contient des informations sur la participation et les résultats de la Biélorussie aux Jeux olympiques d'été de 2004, qui ont eu lieu à Athènes en Grèce.

## Médaillés
La délégation biélorusse gagne 15 médailles aux Jeux olympiques d'été de 2004 à Athènes : 2 en or, 6 en argent et 7 en bronze. En comparaison, aux Jeux de 2000 à Sydney, la Biélorusse avait remporté 17 médailles (3 en or, 3 en argent et 11 en bronze), et en 1996 en Atlanta, le pays gagne 15 médailles (un en or, 6 en argent, et 8 en bronze).

### Or
- Athlétisme - 100 m femmes : Yulia Nestsiarenka
- Judo - Moins de 100 kg hommes : Ihar Makarau

### Argent
- Athlétisme - Lancer du marteau hommes : Ivan Tikhon. Il est disqualifié en 2012 après de nouveaux contrôles diligentés par le CIO[1].
- Boxe - Poids mi-lourds (- de 81 kg) : Magomed Aripagadjiev
- Boxe - Poids lourds (- de 91 kg) : Viktar Zuyev
- Aviron - Skiff femmes : Ekaterina Karsten
- Haltérophilie - Moins de 85 kg hommes : Andrei Rybakou
- Haltérophilie - Moins de 63 kg femmes : Hanna Batsiushka

### Bronze
- Athlétisme - Lancer du disque femmes : Irina Yatchenko Elle est disqualifiée en 2012 après de nouveaux contrôles diligentés par le CIO[1].
- Canoë/Kayak - 500 mètres kayak biplace hommes : Raman Piatrushenka et Vadzim Makhneu
- Cyclisme sur piste - 500 mètres femmes : Natallia Tsylinskaya
- Aviron-: Deux sans barreuse femmes :  Yuliya Bichyk et Natallia Helakh
- Tir - Carabine 50 mètres tir couché hommes : Sergei Martynov
- Haltérophilie - Moins de 63 kg femmes : Tatsiana Stukalava
- Lutte - Lutte gréco-romaine (- de 84 kg) : Viachaslau Makaranka

## Résultats par épreuve (incomplets)

### Tir à l'arc
- Anton Prylepav : individuel hommes, 9e place
- Hanna Karasiova : individuel femmes, 37e place

### Athlétisme
| Décathlon hommes : - Aleksandr Parkhomenko : 7918 points (20e place) Marathon hommes : - Azat Rakipov : N'a pas terminé 20 km marche hommes : - Yevgeniy Misyulya : 1 h 25 min 10 (19e place) - Ivan Trotski : 1 h 25 min 53 (23e place) - Andrei Talashko : 1 h 29 min 36 (35e place) 50 km marche hommes : - Andrey Stepanchuk : 3 h 59 min 32 (19e place) Triple saut hommes : - Dmitriy Valyukevich : 1er tour, 16,32 mètres (non qualifié) - Aleksandr Glavatskiy : 1er tour, 16,18 mètres (non qualifié) Saut en hauteur hommes : - Gennadiy Moroz : 1er tour, 2,25 mètres (non qualifié) - Aleksey Lesnichiy : 1er tour, disqualifié Lancer du poids hommes : - Andrey Mikhnevich : Finale, 20,60 mètres (5e place) - Yuriy Belov : Finale, 20,34 mètres (6e place) - Pavel Lyzhyn : 1er tour, 19,60 mètres (non qualifié) Lancer du disque hommes : - Vasiliy Kaptyukh : Finale, 65,10 mètres (4e place) - Aleksandr Malashevich : 1er tour, 58,45 mètres (non qualifié) - Leonid Cherevko : 1er tour, 57,89 mètres (non qualifié) Lancer du marteau hommes : - Ivan Tikhon : Finale, 79,81 mètres (médaille d'argent) - Vadzim Dzeviatkouski : Finale, 78,82 mètres (4e place) - Igor Astapkovich : Finale, 76,22 mètres (9e place) | 100 mètres femmes : - Yulia Nestsiarenka : Finale, 10 s 93 (médaille d'or) 200 mètres femmes : - Natalya Safronnikova : 1er tour : 23 s 28, 2e tour : 23 s 63 400 mètres femmes : - Svetlana Usovich : 1er tour : 51 s 37, demi-finale : 51 s 42 5 000 mètres femmes : - Olga Kravtsova : 1er tour : 15 min 44 s 01 Relais 4 × 100 mètres femmes : - Oksana Dragun, Yelena Nevmerzhitskaya, Natalya Safronnikova, Yulia Nestsiarenka : 1er tour : 43 s 06, Finale : 42 s 94 (Record national) (5e place) Relais 4 × 400 mètres femmes : - Natalya Sologub, Irina Khlyustova, Ilona Usovich et Svetlana Usovich : 1er tour : 3 min 27 s 38 (9e place) Heptathlon femmes : - Natalya Sazanovich - N'a pas terminée (abandon après deux épreuves) 20 km marche femmes : - Margarita Turova : 1 h 29 min 39 (4e place) - Yelena Ginko : 1 h 30 min 22 (9e place) - Valentina Tsybulskaya - 1 h 31 min 49 s (15th place) Triple saut femmes : - Natallia Safronava : 1er tour : 14,52 mètres, Finale : 14,22 mètres (13e place) Lancer du poids femmes : - Nadzeya Astapchuk : 1er tour : 19,69 mètres, Finale : 19,01 mètres (4e place) - Natallia Kharaneka : 1er tour : 18,52 mètres, finale : 18,96 mètres (5e place) Lancer du disque femmes : - Irina Yatchenko : Finale, 66,17 mètres (médaille de bronze) - Ellina Zvereva : 1er tour : 60,63 mètres Lancer du javelot femmes : - Natalya Shymchuk : 1er tour : 51,23 mètres Lancer du marteau femmes : - Mariya Smolyachkova : 1er tour : 65,58 mètres |

### Boxe
La Biélorusse concourait avec six boxeurs en 2004. Ces boxeurs gagnent deux médailles d'argent, avec un score combiné de 9-6 lors de la compétition. Le pays se classe à la 6e place du tableau des médailles de boxe.
| Poids mouches (- de 51 kg) - Bato Vankeev 1. 16e de finale : Perd contre Juan Carlos Payano de la République dominicaine, 26-18 Poids coqs (- de 54 kg) - Khavazhi Khatsigov 1. 16e de finale : Bat Juan López de Puerto Rico, 27-19 2. 8e de finale : Perd contre Worapoj Petchkoom de Thaïlande, 33-18 Poids plumes (- de 57 kg) - Mikhail Biarnadski 1. 16e de finale : Bat Likar Ramos Concha de Colombie, 32-18 2. 8e de finale : Perd contre Viorel Simion de Roumanie, 38-13 | Poids mi-légers (- de 81 kg) - Magomed Aripgadjiev - médaille d'argent 1. 16e de finale : Bat Ramiro Goben Reducindo Radilla du Mexique, 29-10 2. 8e de finale : Bat Edgar Ramon Munoz Mata du Venezuela, 18-10 3. Quart de finale : Bat Lei Yuping de Chine, 27-18 4. Demi-finale : Bat Ahmed Ismail de l'Égypte, 23-20 5. Finale : Perd contre Andre Ward des États-Unis, 20-13 Poids lourds (- de 91 kg) - Viktar Zuyev - médaille d'argent 1. 8e de finale : Bat Daniel Betti d'Italie, blessure 2. Quart de finale : Bat Devin Vargas des États-Unis, 36-27 3. Demi-finale : Bat Mohamed Elsayed, victoire facile 4. Finale : Perd contre Odlanier Solis Fonte de Cuba, 22-13 Poids super-lourds (+ de 91 kg) - Aliaksandr Apanasionak 1. 8e de finale : Perd contre Aleksey Masikin d'Ukraine, 23-5 |

### Canoë-kayak
La Biélorussie envoie quatre équipes de canoë à Athènes. Ils participent à sept épreuves et remporte une médaille de bronze dans le 500 mètres kayak biplace hommes. Cela met la Biélorussie dans une triple égalité à la 17e place du tableau des médailles en canoë-kayak.
| 500 mètres canoë monoplace hommes : - Aliaksandr Zhukouski : 4e place 1. Série : 1 min 50 s 378 (4e en série) 2. Demi-finale : 1 min 50 s 563 (1re en série) 3. Finale : 1 min 47 s 903 (4e en finale) 1 000 mètres canoë monoplace hommes : - Aliaksandr Zhukouski : 10e place 1. Série : 4 min 02 s 159 (5e en série) 2. Demi-finale : 3 min 55 s 456 (4e en série - non qualifiée) 500 mètres canoë biplace hommes : - Aliaksandr Kurliandchyk et Aliaksandr Bahdanovich : 6e place 1. Série : 1 min 41 s 576 (5e en série) 2. Demi-finale : 1 min 42 s 484 (3e en série) 3. Finale : 1 min 40 s 858 (6e en finale) 1 000 mètres canoë biplace hommes : - Aliaksandr Kurliandchyk et Aliaksandr Bahdanovich : 10e place 1. Série : 3 min 38 s 391 (7e en série) 2. Demi-finale : 3 min 33 s 588 (4e en série - non qualifiée) | 500 mètres kayak biplace hommes : - Raman Piatrushenka et Vadzim Makhneu -médaille de bronze 1. Série : 1 min 28 s 925 (1re en série) 2. Finale : 1 min 27 s 996 (3e en finale) 500 mètres kayak biplace femmes : - Hanna Puchkova et Alena Bets : 9e place 1. Série : 1 min 45 s 279 (6e en série) 2. Demi-finale : 1 min 45 s 234 (3e en série) 3. Finale : 1 min 43 s 729 (9e en finale) 1000 mètres kayak quatre places hommes : - Raman Piatrushenka, Aliaksei Abalmasau, Dziamyan Turchyn, Vadzim Makhneu : 6e place 1. Série : 2 min 52 s 170 (2e en série) 2. Finale : 3 min 02 s 419 (6e en série) |

### Cyclisme
| Course en ligne hommes : - Alexandre Usov : n'a pas terminé Course en ligne féminine : - Zinaida Stahurskaya : 19e place, 3 h 25 min 42 - Volha Hayeva : 45e place, 3 h 33 min 35 | Poursuite individuelle hommes : - Vasil Kiryienka : tour qualificatif, 13e place Vitesse individuelle femmes : - Natallia Tsylinskaya - places de classement de 5 à 8, 5e place Contre-le-montre femmes : - Natallia Tsylinskaya : médaille de bronze, 34 s 167 Course aux points hommes : - Yauheni Sobal : 12e place, 24 points |

### Plongeon
| Tremplin 3 mètres hommes : - Sergei Kuchmasov - Préliminaires : 377,61 points (→ 25e place) - Aleksandr Varlamov - Préliminaires : 357,09 points (→ 30e place) | Plateforme 10 mètres hommes : - Aleksandr Varlamov - Préliminaires : 27e place - Andrei Mamontov - Préliminaires : 30e place |

### Équitation
Dressage individuel :
- Iryna Lis avec le cheval Problesk - second tour, 24e place

### Escrime
| Epée individuel femmes : - Vita Siltchenko - battu en 16e de finale | Sabre individuel hommes : - Dmitri Lapkes : 4e place |

### Gymnastique
| Gymnastique artistique hommes : - Ivan Ivankov - qualifié dans un exercice - Barres parallèles - 4e place - Denis Savenkov - qualifié dans aucun exercice Gymnastique artistique femmes : - Yulia Tarasenka - qualifiée dans aucun exercice Gymnastique rythmique femmes : - Individuel - Inna Zhukova : 7e place - Svetlana Rudalova : 10e place - Équipe : 4e place - Natalia Aliaksandrava (cerceaux et ballons) - Yavhenia Burlo - Hlafira Martsinovich - Zlatislava Nersesian - Alina Nikandrava (rubans) - Maria Paplyka | Trampoline hommes : - Dimitri Polyarush : 4e place - Nikolai Kazak : 14th place Trampoline femmes : - Tatiana Petrenia : 16e place |

### Judo
| - de 60 kg hommes : - Siarhei Novikau : Battu en 16e de finale - de 73 kg hommes : - Anatoly Laryukov : Battu en 16e de finale, tour de repêchage en 16e de finale - de 81 kg hommes : - Siarhei Shundzikau : Battu en 8e de finale - de 90 kg hommes : - Siarhei Kukharenka : Battu en 16e de finale, tour de repêchage en 8e de finale | - de 100 kg hommes : - Ihar Makarau : médaille d'or; remporte la finale + de 100 kg hommes : - Yury Rybak : battu en quart de finale; tour de repêchage en 8e de finale + de 48 kg femmes : - Tatiana Moskvina : battu en 8e de finale, tour de repêchage en 8e de finale |

### Pentathlon moderne
| Hommes : - Dzmitry Meliakh : 5e place | Femmes : - Tatsiana Mazurkevich : 9e place - Galina Bashlakova : 21e place |

### Haltérophilie
| Poids coqs hommes - Vitaly Derbenyov Poids légers hommes - Sergey Lavrenov Poids mi-lourds hommes - Andrey Rybakov - Aleksandr Anishchenko | Poids lourds hommes - Mikhail Avdeyev Poids plumes femmes - Anastasiya Novikova Poids moyen femmes - Anna Batyushko - Tatyana Stukalova |

## Officiels
- Président : Alexandre Loukachenko
- Secrétaire général : Anatoli Ivanov